# الأدب القوطي الأيرلندي
تطور الأدب القوطي الأيرلندي في القرنين الثامن عشر والتاسع عشر، كان معظم الكتاب من الأنجلو أيرلنديين، تميزت الفترة من 1691 إلى 1800 بهيمنة الصعود البروتستانتي والأسر الأنجلو-أيرلندية في كنيسة أيرلندا التي سيطرت على معظم الأرض. أقر البرلمان الأيرلندي الذي كان تقريبًا بروتستانتيًا حصريًا في التكوين وقوانين العقوبات مما أدى فعليًا إلى حرمان الأغلبية الكاثوليكية من حق التصويت سياسيًا واقتصاديًا. بدأ هذا يتغير مع قوانين الاتحاد 1800 وما صاحبها من إلغاء البرلمان الأيرلندي بعد حملة قوية بقيادة المحامي الأيرلندي دانيال أوكونيل، أقر وستمنستر قانون الإغاثة الرومانية الكاثوليكية لعام 1829 الذي أزال معظم الإعاقات المفروضة على الكاثوليك، ثم وجدت الجالية الأنجلو-أيرلندية نفسها في وضع محدود ولم يعد الكثيرون قادرين على الاعتماد على الحكومة البريطانية لحماية مصالحهم فقد ميلوا إلى القومية الأيرلندية التي كانت بحد ذاتها إشكالية إلى حد ما نظرًا لوضعهم كأقلية، وجد هذا القلق صوتًا في أدبياتهم.

## معلومات أساسية
تطورت الرواية القوطية الأيرلندية في القرنين الثامن عشر والتاسع عشر وهي الفترة التي وجد فيها أبناء وطنهم الكاثوليك أنفسهم ليسوا إنجليز بما فيه الكفاية ولا أيرلنديين بما فيه الكفاية. تعكس الرواية القوطية الأيرلندية استجابة إيرلندية أنغليكانية للظروف التاريخية  وتزعم مخاوف أقلية من السكان الذين (عن حق أو باطل) يرون أنفسهم تحت تهديد الكاثوليك الأصليين الذين حافظوا على سيطرة غير مستقرة عليهم.  ممارسة القلق المكبوت أو طرده هو وظيفة مميزة للخيال القوطي «غالبًا ما لجأ الكتاب الأيرلنديون إلى القوطية للحصول على الصور والروايات التي من شأنها أن تمكنهم من إيجاد طرق جديدة للتعبير عن هوية مستقرة في خضم تغيير هائل». 
يميل الخيال القوطي الأيرلندي المبكر إلى تقديم الكاثوليك على أنهم غريبون إن لم يكن شيطانيًا. استكشف الكتاب اللاحقون مثل جوزيف شيريدان لو فانو مخاوف ما بعد الاستعمار فيما يتعلق بفصله من خلال تصويرهم في وقت واحد على أنهم أسباب ومعاناة من آثامهم الاستعمارية. طرح هذه الفكرة الكاهن الأيرلندي الأنغليكاني توماس ليلاند في كتابه الفلسفي 1773 تاريخ أيرلندا من غزو هنري الثاني الذي انتقده هنري الثاني.
من بين خصائص الأدب القوطي: البيئات القاتمة والقلاع المدمرة والتشويق والماضي الذي لن يبقى في الماضي  و«نيران الشهوة المشتعلة إلى أقصى درجات الخطر». 

## مؤلفون أنجلو أيرلنديون

### ريجينا ماريا روش
ولدت ريجينا ماريا روش (1764-1845) في ووترفورد وعاشت في دبلن قبل أن تنتقل إلى إنجلترا بعد زواجها، يمكن القول إن روايتها القوطية كليرمون عام 1798... «هي النص النهائي لجنون الرواية القوطية خلال القرنين الثامن عشر والتاسع عشر».  كانت الكاتبة الأكثر مبيعًا وغطت سمعتها لاحقًا على سمعة آن رادكليف التي غالبًا ما تُقارن بها، في حين أنه يوجد العديد من أوجه التشابه في عملهم إلا أن روش تخرج بطلتها من الملاذ الآمن في بيئة طبيعية شاعرية وترسلها إلى المدينة.

### تشارلز ماتورين
كان تشارلز ماتورين (1780 - 1824) راعيًا لكنيسة أيرلندا وكانت أعماله الثلاثة الأولى روايات قوطية، اشتهر برواية ميلموث الهائم التي وصفها ديفيندرا فارما بأنها «الإنجاز المتوج للرومانسية القوطية». 

### شيريدان لو فانو
كان شيريدان لو فانو (1814 - 1873) كاتبًا رائدًا في قصص الأشباح في العصر الفيكتوري وهو ابن عميد كنيسة أيرلندا، عانىف مراهقته من اضطرابات حرب تيتشي احتجاجًا على سياسة فرض العشور على الأغلبية الكاثوليكية الرومانية من أجل صيانة كنيسة أيرلندا.
إنه حرفي دقيق حول تركيز القوطية على مصادر الرعب الخارجية إلى مزيج من «البصيرة النفسية والرعب الخارق». كان متخصصًا في النغمة بدلاً من «تأثيرات الصدمة» وغالبًا ما يترك تفاصيل مهمة غير مبررة وغامضة، إن رواية العم سيلاس عام 1864 «تلعب أشكالًا مختلفة من الحنين إلى الماضي حول موضوعات آن رادكليف وشارلوت برونتي كبطلة بريئة معرضة للخطر في المنزل المظلم القديم لولي أمرها الكاريزمي وهو عم لديه تحكمات على ميراثها». 

### برام ستوكر
ولد برام ستوكر (1847-1912) في الجانب الشمالي من دبلن في «بلاك» 47 في أسوأ عام في المجاعة الكبرى. عزا لاحقًا مرض طفولته المطول إلى انتشار العدوى على نطاق واسع بعد المجاعة، أصبح الناقد المسرحي لصحيفة دبلن إيفنينج ميل التي شارك في ملكيتها شيريدان لو فانو. كان لكارميلا لو فانو عام 1872 تأثير مهم على دراكولا ستوكر؛ حيث أصبح أصبح ستوكر لاحقًا المساعد الشخصي للممثل السير هنري إيرفينغ ومدير الأعمال في مسرح ليسيوم بلندن الذي يمتلكه إيرفينغ.
قالت إليزابيث ميلر إن دراكولا نجحت في الجمع بين الفولكلور والأسطورة وخيال مصاصي الدماء واتفاقيات الرواية القوطية، إن السفينة التي جلبت دراكولا إلى ويتبي مع القبطان الميت فقط، والأيدي مقيدة بالعجلة تردد صدى «سفن التابوت» في عصر المجاعة. يتردد صدى حرب الأرض في أوائل ثمانينيات القرن التاسع عشر مع سفر الكونت مع توابيت تحتوي على أرضه الأصلية.
يرى ستيفن أراتا أن السياق الثقافي للرواية يعكس «قلقًا داخليًا متزايدًا» بشأن أخلاق الاستعمار الإمبراطوري.  وصف العديد من النقاد الكونت دراكولا في سياق مالك أنجلو أيرلندي   يمتص الموارد من الأرض. 

### أوسكار وايلد
ولد أوسكار وايلد (1854-1900) في الجانب الجنوبي من دبلن وهو ابن أخ تشارلز ماتورين (بالزواج)، كانا والديه المثقفون الأنجلو-أيرلنديون غالبًا ما يتقبلون الضيوف في منزلهم وكان من بين الذين حضروا الفيلم القديم جورج بيتري والشاعر صموئيل فيرجسون وشيريدان لو فانو.  كانت صورة دوريان جراي هي رواية وايلد الوحيدة، نُشر روبرت مكروم في عام 1890 ووصفه بأنه «تمرين مثير للاعتقال ومخيم قليلاً في أواخر العصر الفيكتوري القوطي».  شخصية اللورد هنري ووتون تعمل كمفيستوفيل. 

## المؤلفون الكاثوليك

### جيرالد جريفين
ولد جيرالد جريفين في ليمريك وكان والده مزارعًا ساعد الفلاحين في القمع الذي أعقب التمرد الأيرلندي عام 1798، انتقل في سن التاسعة عشرة إلى لندن على أمل أن يصبح كاتبًا مسرحيًا لكنه انتهى به الأمر بالعمل في دار نشر، نشر في عام 1827 هولندا المد والجزر أو حكايات مونستر الشعبية وهي مجموعة من سبع قصص قصيرة لقيت استحسانًا. في الرجل البني تتزوج نورا الجميلة من رجل غريب ليس كما يدعي ويعتمد هذا الرجل البني على كل من الفولكلور والقوطية. في حين أن قصة غريفين قد ترمز إلى اضطهاد أيرلندا من قبل طبقة أرستقراطية غريبة مستغلة إلا أن الناقد الأيرلندي سيناد ستورجون يقول أنها"توحي بنفس القدر بالمشهد القوطي الداخلي لكاتب تطارده المخاوف المتكررة من الأصالة والسرقة الأدبية وحتمية التأخر.

### جيمس كلارنس مانجان (1803-49)
جيمس كلارنس مانجان هو شاعر ولد في دبلن.

### وليام كارلتون (1794-1869)
كان ويليام كارلتون روائيًا ولد في مقاطعة تيرون.